# Masszi Ferenc (orvos)
Masszi Ferenc (Szolnok, 1925. január 2. – Budapest, 1990. december 14.) orvos, belgyógyász, az orvostudományok kandidátusa (1966).

## Élete
Masszi Ferenc (1899–1957) középiskolai tanár, tanügyi tanácsos és Lehner Matild (1898–1986) fiaként született ötgyermekes pedagóguscsaládban. Középiskolai tanulmányait Pécsett végezte.
Az érettségi megszerzését (1944) követően a frontra vitték, ahol megbízták egy kisebb egység irányításával. A háború alatt fogságba esett; 1945-ben Marseille-ből tért haza. Hazatérése után a Pécsi Tudományegyetem Orvostudományi Karára iratkozott be, azonban a harmadik évtől Budapesten folytatta tanulmányait. A Budapesti Orvostudományi Egyetemen 1952. január 30-án avatták orvosdoktorrá.
1952 és 1962 között a Szent Rókus Kórházban, 1956 és 1960 között a II. sz. Belgyógyászati Klinikán, 1960 és 1969 között az Országos Onkológiai Intézetben dolgozott. 1970-ben megbízták a Balassa János Kórház I. sz. Belgyógyászati Osztályának vezetésével.
1972-től szerkesztette a Balassa János Kórház orvosainak, egészségügyi dolgozóinak tudományos munkáit tartalmazó kötetét, a „Balassa Közlemények”-et, mely kétévente jelent meg.
Két nemzetközi rákellenes tudományos társaság is sorai közé választotta: 1966-ban az International Union Against Cancer, 1973-ban pedig a European Association For Cancer Research tagja lett.
Több mint 50 tudományos dolgozata jelent meg, számos hazai és külföldi nemzetközi kongresszuson tartott előadást. Aktívan részt vett az orvosképzésben és továbbképzésben. Néhány éven át Onkológiai Belgyógyászat címmel speciálkollégiumot vezetett az egyetemen.
Az MSZMP tagja, illetve 1980-tól a Balassa János Kórház alapszervezetének pártitkára volt.
A budapesti Farkasréti temetőben nyugszik (24/1-1-32).

## Művei
- Gyors és könnyű aceton meghatározás a vizeletben Lestradet szerint. (Orvosi Hetilap, 1953, 38.)
- Nanosomia. Lövei Elemérrel, Till Gabriellával. (Gyermekgyógyászat, 1958, 12.)
- Adatok a diabetes insipidus örökletes formájához. Fehér Lászlóval. (Orvosi Hetilap, 1965, 12.)
- Thiazid származékok és a szénhydrát-anyagcsere. Varga Péterrel. (Orvosi Hetilap, 1962, 52.)
- Az 1,6–dibrom–1,6–D–didesoxymannit (DBM) hatásachronikus myeloid leukémiában. Többekkel. (Orvosi Hetilap, 1964, 12.)
- Kísérleti és klinikai megfigyelések a rosszindulatú daganatok kémiai gyógyításában. Kandidátusi értekezés. Budapest, 1966
- Endokrin rendszer rosszindulatú daganatai. Budapest, 1968